# Intelsat 33e
Intelsat 33e war ein kommerzieller Kommunikationssatellit des International Telecommunications Satellite Consortium (Intelsat) mit Sitz in Luxemburg.

## Missionsverlauf
Der Satellit wurde am 24. August 2016 mit einer Ariane-5-Trägerrakete vom Raketenstartplatz Centre Spatial Guyanais zusammen mit Intelsat 36 in eine geostationäre Umlaufbahn gebracht. Mit einer Nutzlast von insgesamt 10.735 kg einschließlich des Nutzlastadapters war dies die schwerste Nutzlast, die eine Ariane-5-Rakete bis dahin ins All gebracht hatte. Intelsat 33e war der zweite Satellit der EpicNG Baureihe, wurde 2013 bestellt und ersetzte Intelsat 904, der das Ende seiner Lebenszeit erreicht hatte.
Am 19. Oktober 2024 berichtete Intelsat in einer Pressemitteilung über einen kompletten Funktionsausfall. Gleichzeitig bestätigte das Beobachtungsprogramm der U.S. Space Forces-Space (S4S), dass der Satellit um ca. 4.30 Uhr UTC in wenigstens 20 Teile zerbrochen ist.

## Technik
Der dreiachsenstabilisierte Satellit war mit 249 Ku-Band- und 20 C-Band-Transpondern ausgerüstet und versorgte von der Position 60° Ost aus Europa, Afrika, den mittleren Osten und Asien mit Telekommunikationsdienstleistungen. Dabei lieferten Ku-Band Spot-Beams Breitbanddienste für Europa, Afrika, den mittleren Osten und Asien, während die anderen Ku-Band Transponder nur Europa, den Mittleren Osten und Asien abdeckten. Die C-Band-Spotbeams deckten Telekommunikationszentren mit hoher Bandbreite in Europa, Zentralafrika, im mittleren Osten, Asien und Australien ab, während die anderen C-Band-Transponder die Sahararegion Afrikas mit Daten- und Mediendiensten abdecken. Daneben war eine Ka-Band Nutzlast mit einer Bandbreite von 450 MHz an Bord. Der Satellit wurde auf Basis des Satellitenbus BSS-702MP von Boeing Systems gebaut und besaß eine geplante Lebensdauer von mehr als 15 Jahren.